# 平山夢明
平山 夢明（ひらやま ゆめあき、1961年11月17日 - ）は、日本の作家。ホラー小説、実話怪談のほか、監修、映画評論（デルモンテ平山名義）、映画監督、ラジオパーソナリティーなど、幅広く活動している。

## 経歴・人物
神奈川県川崎市生まれ。法政大学第二高等学校出身、法政大学中退。学生時代はホラー映画の自主制作に熱中し、一瀬隆重、手塚眞、犬堂一心等と知り合う。後にテレビ番組「三宅裕司のえびぞり巨匠天国」に、当時の作品「ペキンパーの男」を応募して「銀監督」賞を受賞。一方、雑誌「週刊プレイボーイ」で「デルモンテ平山」名義でZ級ホラー映画のビデオ評論を大量に手がけた後、「異常快楽殺人」で作家デビュー。1993年より本格的な執筆活動を開始。実話怪談「「超」怖い話」シリーズ（※2008年『Μ』にて脱退）や、「東京伝説」シリーズ、「怖い本」シリーズ、「怖い人」シリーズなどで活躍するかたわら、短編小説も多数執筆する。
光文社刊『異形コレクションシリーズ／魔地図』に寄稿した「独白するユニバーサル横メルカトル」により、2006年の日本推理作家協会賞短編部門賞を受賞。同名タイトルの作品集にて、2007年度『このミステリーがすごい!』国内部門一位。
2009年、FM東京で自身がメインパーソナリティーを務めるラジオ番組「バッカみたい、聴いてランナイ!」が、京極夏彦をレギュラーゲストに迎えてスタート。2010年、番組名を「東京ガベージコレクション」へ改題し、TOKYO FM発JFN全国33局ネット放送となったが、半年後にローカル放送へ戻っている。同年、ポプラ社刊『ダイナー』で第31回吉川英治文学新人賞最終候補。第28回日本冒険小説協会大賞、第13回大藪春彦賞を受賞。大藪賞授賞式において大沢在昌、北方謙三らから、年3冊の本を刊行を約束させられる。2013年、3月31日放送分をもって、（前身番組を含め）約4年間続いた「東京ガベージコレクション」が終了。

## 作品

### 小説
- Sinker―沈むもの（1996年6月　トクマ・ノベルス）
- メルキオールの惨劇（2000年11月　ハルキ・ホラー文庫）
- 独白するユニバーサル横メルカトル（2006年8月　光文社 / 2009年1月　光文社文庫）
  - 収録作：C10H14N2（ニコチン）と少年 / Ωの聖餐 / 無垢の祈り / オペラントの肖像 / 卵男（エッグマン） / すまじき熱帯 / 独白するユニバーサル横メルカトル / 怪物のような顔（フェース）の女と溶けた時計のような頭（おつむ）の男
- 大江戸怪談草子 井戸端婢子（2006年12月　竹書房文庫）
  - 大江戸怪談 どたんばたん（土壇場譚）（2016年12月　講談社文庫）※上記に書き下ろし・IN・POCKET連載分を含めて分冊文庫化
  - 大江戸怪談 どたんばたん（土壇場譚）魂豆腐（2017年12月　講談社文庫）
- ミサイルマン―平山夢明短編集（2007年6月　光文社 / 【改題】ミサイルマン　2010年2月　光文社文庫）
  - 収録作：テロルの創世 / Necksucker Blues / けだもの / 枷（コード） / それでもおまえは俺のハニー / 或る彼岸の接近 / ミサイルマン
- 他人事（2007年10月　集英社 / 2010年8月　集英社文庫）
  - 収録作：他人事 / 倅解体 / たったひとくちで… / おふくろと歯車 / 仔猫と天然ガス / 定年忌 / 恐怖症召還 / 伝書猫 / しょっぱいBBQ / れざれはおそろしい / クレイジーハニー / ダーウィンとべとなむの西瓜 / 人間失格 / 虎の肉球は消音器
- ダイナー（2009年10月　ポプラ社 / 2012年10月　ポプラ文庫）
- 或るろくでなしの死（2011年12月　角川書店 / 2014年10月　角川ホラー文庫）
  - 収録作：或るはぐれ者の死 / 或る嫌われ者の死 / 或るごくつぶしの死 / 或る愛情の死 / 或るろくでなしの死 / 或る英雄の死 / 或るからっぽの死
- 暗くて静かでロックな娘（2012年12月 集英社 / 2015年12月 集英社文庫）
  - 収録作：日本人じゃねえなら / サブとタミエ / 兄弟船 / 悪口漫才 / ドブロク焼場 / 反吐が出るよなお前だけれど… / 人形の家 / チョ松と散歩 / おばけの子 / 暗くて静かでロックな娘
- デブを捨てに（2015年2月　文藝春秋 / 2019年7月 文春文庫）
  - 収録作：いんちき小僧 / マミーボコボコ / 顔が不自由で素敵な売女 / デブを捨てに
- テラフォーマーズ LOST MISSION II 悲母への帰還（原作：貴家悠、橘賢一，2016年4月 JUMP jBOOKS）
- ヤギより上、猿より下（2016年6月　文藝春秋 / 2019年8月 文春文庫）
  - 収録作：パンちゃんとサンダル / 婆と輪舞曲 / 陽気な蠅は二度、蛆を踏む / ヤギより上、猿より下
- あむんぜん（2019年7月 集英社）
  - 収録作：Gangbang The Chimpanzee / あむんぜん / 千々石ミゲルと殺し屋バイブ / あんにゅい野郎のおぬるい壁 / 報恩捜査官夕鶴 / ヲタポリス
- 八月のくず 平山夢明短編集 （2021年9月 光文社）
- 俺が公園でペリカンにした話（2022年12月 光文社）

#### 小説原案
- GANTZ/EXA （2011年1月 JUMP jBOOKS ※真藤順丈著）
- 厨坊アサシン （2013年11月 TO文庫 ※浅野智哉著）
- 死霊怪談 恐怖の一週間 （2015年9月 集英社みらい文庫 ※あさのともや著）

### 実話怪談&都市伝説系怪談
- 鳥肌口碑 （2003年7月 宝島社 / 2005年6月 宝島社文庫）

### 実話怪談

#### 「超」怖い話シリーズ
- 新「超」怖い話 （1993年7月 勁文社文庫）※共著者としてこの巻より参加
- 新「超」怖い話2 （1994年6月 勁文社文庫）
- 新「超」怖い話3 （1994年8月 勁文社文庫）
- 新「超」怖い話5 （1995年5月 勁文社文庫）※新「超」怖い話4は欠番で存在しない
- 新「超」怖い話6 （1995年7月 勁文社文庫）
- 新「超」怖い話7 （1996年6月 勁文社文庫）
- 新「超」怖い話8 （1997年6月 勁文社文庫）※この巻以降Θまで三代目編著者
- 新「超」怖い話Q （1999年6月 勁文社文庫）
- 「超」怖い話 彼岸都市 （2000年7月 勁文社文庫）
- 「超」怖い話А（アー）（2003年1月 竹書房文庫）
- 「超」怖い話Б（ベェー）（2003年7月 竹書房文庫）
- 「超」怖い話Γ（ガンマ）（2004年1月 竹書房文庫）
- 「超」怖い話Δ（デルタ）（2004年7月 竹書房文庫）
- 「超」怖い話Ε（イプシロン）（2005年1月 竹書房文庫）
- 「超」怖い話Ζ（ゼータ）（2005年7月 竹書房文庫）
- 「超」怖い話Η（イータ）（2006年1月 竹書房文庫）
- 「超」怖い話Θ（シータ）（2006年7月 竹書房文庫）※この巻以降、夏のみ編著
- 「超」怖い話Κ（カッパ）（2007年7月 竹書房文庫）
- 「超」怖い話Μ（ミュー）（2008年7月 竹書房文庫）※この巻にて、シリーズ脱退
- 「超」怖い話 ベストセレクション 屍臭 （2009年2月 竹書房文庫）※「A」～「M」から著者の作品を選出し、書き下ろしを含めた。
- 「超」怖い話 ベストセレクション2 屍肉 （2010年4月 竹書房文庫）
- 「超」怖い話 ベストセレクション3 懺骸 （2012年12月 竹書房文庫）
- 平山夢明恐怖全集 怪奇心霊編1（2016年8月 竹書房文庫）※勁文社版「新「超」怖い話」1・2の収録作を復刻
- 平山夢明恐怖全集 怪奇心霊編2（2016年8月 竹書房文庫）※勁文社版「新「超」怖い話」3・5・6の収録作を復刻
- 平山夢明恐怖全集 怪奇心霊編3（2016年9月 竹書房文庫）※勁文社版「新「超」怖い話」6・7の収録作を復刻
- 平山夢明恐怖全集 怪奇心霊編4（2016年10月 竹書房文庫）※勁文社版「新「超」怖い話」8の収録作を復刻
- 平山夢明恐怖全集 怪奇心霊編5（2016年11月 竹書房文庫）※勁文社版「新「超」怖い話」9の収録作を復刻
- 平山夢明恐怖全集 怪奇心霊編6（2016年12月 竹書房文庫）※勁文社版「「超」怖い話 彼岸都市」の収録作を復刻

#### その他
- 怖い本1（2000年6月 ハルキ文庫）
- 怖い本2（2000年7月 ハルキ文庫）
- 怖い本3（2002年7月 ハルキ文庫）
- 怖い本4（2003年7月 ハルキ・ホラー文庫） ※この巻まで勁文社版「超」怖い話の再録集。以降書き下ろし
- 怖い本5（2006年2月 ハルキ・ホラー文庫）
- 怖い本6（2006年7月 ハルキ・ホラー文庫）
- 怖い本7（2007年7月 ハルキ・ホラー文庫）
- 怖い本8（2008年7月 ハルキ・ホラー文庫）
- 怖い本9（2011年7月 ハルキ・ホラー文庫）
- 怖い本 ベストセレクション（2013年7月 ハルキ・ホラー文庫）
- 怪談実話 顳顬(こめかみ)草子 串刺し（2009年7月 メディアファクトリー / 2012年1月 MF文庫ダ・ヴィンチ / 【改題】こめかみ草紙 串刺し 2014年11月 角川ホラー文庫）
- 怪談実話 顳顬(こめかみ)草紙 歪み（2013年1月 メディアファクトリー / 【改題】こめかみ草紙 歪み 2015年1月 角川ホラー文庫
- 怪談遺産（2017年5月 竹書房）

### 実話怪談 監修
※FKBシリーズとして実話怪談本の監修を開始。
- 怪談実話　震 〈黒木あるじ著〉 （2010年9月 竹書房恐怖文庫）
- 怪談実話　痕 〈黒木あるじ著〉 （2011年3月 竹書房恐怖文庫）
- FKB怪談実話　饗宴 （2011年4月 竹書房恐怖文庫）　※平山書き下ろしを含む実話怪談アンソロジー
- 黒塗怪談　笑う裂傷女 〈黒史郎著〉 （2011年8月 竹書房文庫）
- 実録怪譚　厭霊ノ書 〈幽戸玄太著〉 （2011年9月 竹書房文庫）
- 狂奇実話　穽 〈黒木あるじ著〉 （2011年10月 竹書房文庫）
- 黒丸ゴシック　人間崩壊 〈黒史郎著〉 （竹書房文庫）
- 黒丸ゴシック　人間溶解 〈黒史郎著〉（竹書房文庫）
- 異聞フラグメント　切断 〈松村進吉著〉（竹書房恐怖文庫）

### 都市伝説系怪談

#### 東京伝説シリーズ
- 東京伝説 呪われた街の怖い話（1999年7月 ハルキ文庫） ※この巻のみ角川春樹事務所刊
- 東京伝説 うごめく街の怖い話（2003年4月 竹書房文庫） ※この巻以降、竹書房刊
- 東京伝説 狂える街の怖い話（2003年11月 竹書房文庫）
- 東京伝説 死に逝く街の怖い話（2004年4月 竹書房文庫）
- 東京伝説 忌まわしき街の怖い話（2004年10月 竹書房文庫）
- 東京伝説 ゆがんだ街の怖い話（2005年4月 竹書房文庫）
- 東京伝説 彷徨う街の怖い話（2005年10月 竹書房文庫）
- 東京伝説 渇いた街の怖い話（2006年4月 竹書房文庫）
- 東京伝説 溺れる街の怖い話（2007年4月 竹書房文庫）
- 東京伝説 冥れる街の怖い話（2008年4月 竹書房文庫）
- 東京伝説 閉ざされた街の怖い話（2009年4月 竹書房文庫）
- 東京伝説ベストセレクション 壊れた街の怖い話（2009年6月 竹書房文庫） ※うごめく街の怖い話〜ゆがんだ街の怖い話からの厳選
- 東京伝説　堕ちた街の怖い話（2010年8月 竹書房文庫）
- 東京伝説ベストセレクション2 錯乱した街の怖い話（2011年12月 竹書房文庫）
- 東京伝説ベストセレクション3 腐った街の怖い話（2013年5月 竹書房文庫）
- 東京伝説 自選コレクション 溶解する街の怖い話（2018年9月 竹書房文庫）※著者が選んだ話を自作解説と共に収録

#### その他
- つきあってはいけない（2004年7月 ハルキ・ホラー文庫）
- ふりむいてはいけない（2005年7月 ハルキ・ホラー文庫）
- ゆるしてはいけない（2006年7月 ハルキ・ホラー文庫）
- いま、殺りにゆきます（2006年7月 英知文庫）　※2007年に情報センター出版局から再版された。2012年12月15日に映画公開、監督千葉誠治、主演森田涼花。
- いま、殺りにゆきます2（2006年12月 英知文庫）　※2007年に情報センター出版局から再版された。
  - いま、殺りにゆきます―RE‐DUX（2010年6月 光文社文庫） ※上記二冊から31篇を著者自選、更に3篇の書き下ろしを含め光文社から再再版された。
- 怖い人1（2007年7月 ハルキ・ホラー文庫）
- 隣人悪夢―怖い人2（2009年7月 ハルキ・ホラー文庫）

### 参加アンソロジー

#### 小説
- 「Ωの聖餐」『世紀末サーカス』異形コレクション14（1999年12月 広済堂文庫）
- 「卵男（エッグマン）」『ロボットの夜』異形コレクション16（2000年11月 光文社文庫）
- 「テロルの創世」『NOVEL21 少年の時間―text.BLUE』（2001年1月 徳間デュアル文庫）
- 「怪物のような顔（フェース）の女と溶けた時計のような頭（おつむ）の男」『夢魔』異形コレクション19（2001年6月 光文社文庫）
- 「アナーキー・イン・ザ・UK」『キネマ・キネマ』異形コレクション23（2002年6月 光文社文庫〉
- 「けだもの」『獣人』異形コレクション25（2003年3月 光文社文庫）
- 「実験と被験と」『教室』異形コレクション27（2003年9月 光文社文庫）
- 「枷（コード）」『蒐集家』異形コレクション30（2004年8月 光文社文庫）
- 「異聞胸算用」『伝奇城』（2005年2月 光文社文庫）
- 「独白するユニバーサル横メルカトル」『魔地図』異形コレクション32（2005年4月 光文社文庫）
- 「オペラントの肖像」『アート偏愛』異形コレクション34（2005年12月 光文社文庫）
- 「それでもおまえは俺のハニー」『闇電話』異形コレクション35（2006年5月 光文社文庫）
- 「ヤープ」『進化論』異形コレクション36（2006年8月 光文社文庫）
- 「≒0.04%」『伯爵の血族 紅ノ章』異形コレクション37（2007年4月 光文社文庫）
- 「祈り」『心霊理論』異形コレクション38（2007年8月 光文社文庫）
- 「宇宙飛行士の死」『ひとにぎりの異形』異形コレクション39（2007年12月 光文社文庫）
- 「幻画の女」『幻想探偵』異形コレクション42（2008年12月 光文社文庫）
- 「お化くず」『怪談実話系 書き下ろし怪談文芸競作集2』（2009年6月 MF文庫ダ・ヴィンチ）
- 「ウは鵜飼いのウ」『怪物團』異形コレクション43（2009年8月 光文社文庫）
- 「人類なんて関係ない」『ミステリ愛。免許皆伝！』（2010年3月 講談社ノベルス）
- 「きちがい便所」『厠の怪 便所怪談競作集』（2010年4月 MF文庫ダ・ヴィンチ）
- 「箸魔」『憑依』異形コレクション45（2010年5月 光文社文庫）
- 「あるグレートマザーの告白」『Fの肖像―フランケンシュタインの幻想たち』異形コレクション46（2010年9月 光文社文庫）
- 「吉原首代売女御免帳」『最新ベストミステリー 暗闇を見よ』（2010年11月 カッパ・ノベルス）
- 「異聞胸算用──其の弐」『江戸迷宮』異形コレクション47（2011年1月 光文社文庫）
- 「テロルの創世」『不思議の扉 午後の教室』（2011年8月 角川文庫）
- 「おまえのおふくろはべったべた」『10分間の官能小説集2』（2013年5月 講談社文庫）
- 「ドリンカーの20分」『二十の悪夢 角川ホラー文庫創刊20周年記念アンソロジー』（2013年10月 角川ホラー文庫）
- 「D−0」『憑きびと「読楽」ホラー小説アンソロジー』 （2016年2月 徳間文庫）
- 「溶解人間」『みんなの少年探偵団2』（2016年3月 ポプラ社 / 2018年3月 ポプラ文庫）
- 「円周率と狂帽子」『短篇ベストコレクション 現代の小説2019』（2019年6月 徳間文庫）

#### 実話怪談
- 「顳顬(こめかみ)草子 蔵出し」『怪談実話系 書き下ろし怪談文芸競作集』（2008年6月 MF文庫ダ・ヴィンチ）
- 「またがり」『FKB 饗宴 怪談実話』（2011年5月 竹書房文庫）
- 「おとしもの」「居候」『FKB 饗宴 怪談実話2』（2011年12月 竹書房文庫）
- 「はなさか遊び」「硯」『FKB 饗宴 怪談実話3』（2012年5月 竹書房文庫）
- 「お化くず」『怪談実話系ベスト・セレクション』（2012年6月 MF文庫ダ・ヴィンチ）
- 「お化くず」『ずっと、そばにいる 競作集<怪談実話系>』（2014年3月 角川文庫）
- 「カエル」『FKB 饗宴 怪談実話6』（2014年3月 竹書房文庫）
- 「花と唐揚げ」「ウチヤマトモコ」「シャワー」『FKB 饗宴 怪談実話7』（2014年9月 竹書房文庫）
- 「悔い」「寒気」「金挽き」他、全9話『懺・百物語』（2014年12月 竹書房文庫）
- 「最終出口」「おちよさん」『FKB 怪談幽戯』（2015年3月 竹書房文庫）
- 「駆け込み」「立ち読み」「温泉」他、全67話『瞬殺怪談』（2015年6月 竹書房文庫）
- 「兎」「怪談本」「濃いもの」「指」「たくはいびんです」『獄・百物語』（2015年9月 竹書房文庫）
- 「蛇」「漏水」「ビーチサンダル」他、全18話『瞬殺怪談 刃』（2016年7月 竹書房文庫）
- 「おんなのひと」「断言」「稲荷」他、全9話『瞬殺怪談 斬』（2017年7月 竹書房文庫）
- 「蠅」「ねこばば」「けんぱ」「居候飯」『怪談五色5 死相』（2017年11月 竹書房文庫）
- 「寝ず見」「かくれんぼ」「同志」他、全10話『瞬殺怪談 刺」（2018年6月 竹書房文庫）
- 「都会で起こる“神隠し”の恐怖」『神隠し 現代怪異譚集』（2018年7月 洋泉社）
- 「夜」「露店」「おねいちゃん」他、全10話『瞬殺怪談 業』（2019年7月 竹書房文庫）

### ノンフィクション
- 異常快楽殺人 （1994年12月 角川書店 / 1999年8月 角川ホラー文庫）

### ブログ本
- 日々狂々、怪談日和 - 「超」怖ドキミオン（2005年6月 竹書房文庫）

### 対談本
- 「狂い」の構造 〈春日武彦 共著〉（2007年8月 扶桑社新書）
- 無力感は狂いの始まり 「狂い」の構造2 〈春日武彦 共著（2010年9月 扶桑社新書）
- 怖い話はなぜモテる 〈稲川淳二 共著（2008年5月　情報センター出版局）
- 狂気な作家のつくり方 〈吉野朔実 共著（2009年1月 本の雑誌社）
- バッカみたい、読んでランナイ！ 〈京極夏彦 共著（2010年9月 TOKYOFM出版）
- 華麗なる微狂いの世界（2016年11月 洋泉社）
- サイコパス解剖学（2017年12月　洋泉社）
- サイコパスの手帖（2019年5月　洋泉社）

### エッセー
- 非道徳教養講座 〈児嶋都 絵〉（2011年1月 光文社）
- どうかと思うが、面白い （2011年6月 扶桑社）
- 全身複雑骨折 （2013年9月 扶桑社）

### MOOK
- 怪奇ドラッグ （2006年3月 英知出版）：責任編集

### コミック化作品
- 平成50の怪談（1997年 ワニマガジン社）
- 恐怖の実話怪談（1999年 ワニマガジン社）
- 「超」怖い話 怨念浮遊（2004年4月 バンブー・コミックス）
- 「超」怖い話 呪殺地帯（2004年7月 バンブー・コミックス）
- 東京伝説 狂気と戦慄の怪異譚（2004年9月 バンブー・コミックス）
- 「超」怖い話 死霊の宴（2005年1月 バンブー・コミックス）
- 劇画 いま、殺りにゆきます（2008年1月 宙出版）
- 狂気なやつら（2008年2月 バンブー・コミックス）
- 狂った街の超恐ろしい話 （2011年7月 バンブー・コミックス）
- DINER ダイナー（画：河合孝典、週刊ヤングジャンプ、集英社、2017年36・37合併号 - 連載中）
- 東京伝説（画：烏山英司、ネメシス、講談社、39号 - 41号、コミックDAYS、講談社、2018年8月21日配信 - 連載中）

### 解説
- 美神解体 篠田節子（2012年5月 角川文庫）

## 映像化作品

### DVD
- 「超」怖い話フィクションズ 平山夢明の眼球遊園（竹書房）
  - Episode1「大日本ノックアウトガール」（原作・監修・脚本・監督）
  - Episode2「ラムズスクワッド」（原作・監修）
  - Episode3「血族」（監修）

### 劇場公開作品
- 「超」怖い話A 闇の鴉（竹書房）[2]：原作
- 東京伝説 蠢く街の狂気（竹書房）：原作
- 『深夜の墜落』／「超」怖い話 THE MOVIE/闇の映画祭（竹書房）：監督 オムニバス
- 劇場版 東京伝説 恐怖の人間地獄（竹書房）：原作
- 劇場版 東京伝説 歪んだ異形都市（竹書房）：原作
- 『無垢の祈り』（亀井亨監督）[3]：原作（光文社「独白するユニバーサル横メルカトル」収録）、出演
- Diner ダイナー（ポプラ社）：原作

### テレビドラマ
- 「超」怖い話 TV完全版（竹書房） - 亀井亨監督

### webシネマ
- ハルキWebシネマネオホラーシリーズ vol.1（角川春樹事務所）：原作
- ハルキWebシネマネオホラーシリーズ vol.2（角川春樹事務所）：原作
- ハルキWebシネマネオホラーシリーズ vol.3（角川春樹事務所）：原作
- ハルキWebシネマネオホラーシリーズ vol.4（角川春樹事務所）：監督
- ハルキWebシネマネオホラーシリーズ vol.5（角川春樹事務所）：監督

### ドキュメント作品
- ドキュメント「超」怖い話〜富士樹海編〜（竹書房）：出演
- ドキュメント「超」怖い話〜沖縄編〜（竹書房）：出演
- ドキュメント『超』怖い話 〜都市伝説編〜I（竹書房）：出演
- ドキュメント『超』怖い話 〜都市伝説編〜II（竹書房）：出演
- ドキュメント『超』怖い話 〜都市伝説編〜III（竹書房）：出演
- ドキュメント『超』怖い話 〜都市伝説編〜IV（竹書房）：出演

### ゲーム化作品
- 「超」怖い話DS 青の章

### テレビ番組
- 5時に夢中 (東京MXテレビ) ゲスト出演多数、「ひら散歩」のコーナーを担当(木曜日、不定時)

### ラジオ番組
- 『バッカみたい、聴いてランナイ!』(エフエム東京・毎週月曜21:30～)：ＤＪ （タイトル変更）
- 東京ガベージコレクション(エフエム東京・毎週日曜25:30～)：ＤＪ
- 土屋礼央 レオなるど（ニッポン放送・毎週月 - 木曜13:00～）：水曜日レギュラーコメンテーター

## デルモンテ平山でのスタイル時
ペンネームである「デルモンテ平山」を名乗る際は、ホラー小説の時と違う別の一面も持ち、面白おかしくふざけたような文章で映画等を茶化す。特に映画レビューや、雑誌「映画秘宝」での連載コラムではいかんなく発揮され、その方面でのファンも多い。映画秘宝の『エド・ウッド サイテー映画の世界』に再録された、「週刊プレイボーイ」でのビデオ評からのセレクション「デルモンテ平山のゴミ映画ビデオ150選」では、オチャラけた文章で、どんなグロ映画やホラー映画でもまるでコメディーのような錯覚さえ起こさせるような文章で書かれている。（なお、大半のレビューは実際に映画を観ずに書かれている。）

## 日本国外作品への翻訳

### 中国大陸（簡化字）
- 独白的横向麦卡托投影地图 （刊行予定、吉林出版集团有限责任公司）
- 导弹人 （刊行予定、吉林出版集团有限责任公司）
- 杀手餐厅 （2011年12月、吉林出版集团有限责任公司）

### 台灣（繁體字）
- 世界橫麥卡托投影地圖的獨白（小異出版）
- 導彈人（小異出版）
- 他人事（小異出版）
- Diner-噬食者（新雨出版）

## 関連作品
- ブラック・ジャック創作秘話～手塚治虫の仕事場から～（2009年、秋田書店） - 当時の手塚眞や手塚治虫について語る。